# 華麗なるヒコーキ野郎
『華麗なるヒコーキ野郎』（原題: The Great Waldo Pepper）は、1975年のアメリカ映画。
監督・原案ジョージ・ロイ・ヒル、脚本ウィリアム・ゴールドマン、撮影ロバート・サーティース、編集ウィリアム・レイノルズ、主演ロバート・レッドフォードと、『スティング』のスタッフ・キャストが再結集している。また、ロイ・ヒル監督とレッドフォードにとっては『明日に向って撃て!』『スティング』に続く3度目のコンビ作である。航空機パイロットを主人公としたドラマで、『明日に向って撃て!（1890年代）』『スティング（1930年代）』と同じく過去の時代が舞台となっている。空を飛ぶことに魅了され、空を飛ぶことに人生を掛けた男たちの生き方を描く。

## あらすじ
1920年代。第一次世界大戦終結後も飛行機と空に魅せられ続けた元空軍パイロットたちの中には、複葉機で各地を回り、遊覧飛行や曲芸乗りを生業とするバーンストーマーになった者が数多く存在し、ウォルド・ペッパーもそんな男たちの1人だった。ある日、ペッパーが縄張りにしている田舎町に同業者のアクセル・オルソンが訪れ、互いにいがみ合った結果、ペッパーにタイヤを外されたオルソンは飛行に失敗する。上機嫌のペッパーはその夜、映画館で知り合ったメアリーと酒場に向かい、大戦中にドイツ空軍の撃墜王エルンスト・ケスラーとの空戦の最中、彼から敬礼を受けた話を聞かせる。そこにオルソンが現れ、ケスラーと戦ったのは彼のいた部隊の戦友であり、ペッパーは戦闘に参加していなかったことを暴露する。
ペッパーは友人エズラが開発中の単葉機を完成させてケスラーすら達成していない逆さ宙返りをやり遂げようと考え、開発資金を得るために興行師ディルホーファーの曲芸飛行隊に志願するが、「得意技がない奴は必要ない」と一蹴される。ペッパーはオルソンと共に曲芸を生み出して曲芸飛行隊に起用されるが、次第に過激さを求める観客に飽きられていく。ディルホーファーは観客を集めるためにメアリーを飛行機に乗せることを思い付き、彼女も乗り気になる。メアリーはオルソンの飛行機の翼に乗って注目を集めるが、怖さのあまり操縦席に戻れなくなってしまう。ペッパーが別の飛行機から乗り移りメアリーを助けようとするが、彼女は飛行機から転落して死亡する。
ペッパーたちは警察の取り調べを受け、そこで元上官のニュートと再会する。ニュートは政府の役人となりペッパーとオルソンに曲芸飛行の禁止と禁止解除後に飛行士資格の審査を受けるように指示する。ニュートの言葉を聞いたオルソンは曲芸飛行を辞めるが、ペッパーは曲芸飛行隊に残る。オルソンの代わりに飛行隊に参加したエズラは単葉機で逆さ宙返りに挑むが失敗して墜落する。ペッパーはエズラを助けようとするが、集まってきた観客のタバコが原因で単葉機が炎上してエズラが死んでしまう。激怒したペッパーは別の飛行機で観客たちを追い回したため、飛行士資格の永久剥奪処分を受ける。ペッパーは偽名を使い飛行機に乗り続けようとするが、ディルホーファーを始めとする興行師たちは悪評の広まった彼を雇おうとはしなかった。
ディルホーファーから「オルソンが映画業界で成功した」と聞かされたペッパーはハリウッドに向かい、オルソンの紹介でスタントマンとして働き始める。そんな中、ケスラーの空戦を題材にした映画のスタントマンとして呼ばれたペッパーとオルソンは、アドバイザーとして参加していたケスラーと出会う。借金漬けのケスラーは金を得るため、事実とかけ離れた内容の映画に辟易しながら参加していたが、エズラの一件で興味を抱いていたペッパーがあることを知り、彼を自身が出演する空戦シーンの相手役に指名する。
撮影当日、飛行機に乗り込んだペッパーとケスラーは脚本を無視してドッグファイトを始め、撮影を見ていたオルソンやニュートも2人の戦いを見守る。互角の戦いを繰り広げる2人だったが、ドッグファイトの影響でケスラーの機体が破損して操縦不能になってしまい、それを知ったペッパーはケスラーの飛行機に近づき並走する。ペッパーはケスラーと敬礼を交わした後、笑みを浮かべながらケスラー機から離れていく。

## キャスト
| 役名                 | 俳優                        | 日本語吹替                         |
| 役名                 | 俳優                        | TBS版                              |
| -------------------- | --------------------------- | ---------------------------------- |
| ウォルド・ペッパー   | ロバート・レッドフォード    | 広川太一郎                         |
| アクセル・オルソン   | ボー・スヴェンソン          | 石田太郎                           |
| エルンスト・ケスラー | ボー・ブルンデン            | 飯塚昭三                           |
| メアリー・ベス       | スーザン・サランドン        | 弥永和子                           |
| ニュート・ピップ     | ジョフリー・ルイス          | 村越伊知郎                         |
| エズラ・スタイルズ   | エドワード・ハーマン        | 岡部政明                           |
| ドク・ディルホファー | フィリップ・ブランズ        | 藤本譲                             |
| ワ―フェル監督        | ローデリック・クック        | 阪脩                               |
| パッチー             | ケリー・ジーン・ピータース  | 峰あつ子                           |
| モード               | マーゴット・キダー          | 小宮和枝                           |
| デューク             | スコット・ニューマン        | 山本敏幸                           |
| スクター             | パトリック・ヘンダーソンJr. | 松田辰也                           |
| 監督A                | ジョン・A・ジー             | 大久保正信                         |
| スター               | ジョン・ライリー            | 徳丸完                             |
| 監督B                | ジャック・マニング          | 叶年央                             |
| 警官                 | ジョー・ブリングス          | 長堀芳夫                           |
| 日本語版スタッフ     |                             |                                    |
| 演出                 | 演出                        | 小林守夫                           |
| 翻訳                 | 翻訳                        | 佐藤一公                           |
| 効果                 | 効果                        | 赤塚不二夫 PAG                     |
| 調整                 | 調整                        | 前田仁信                           |
| 制作                 | 制作                        | 東北新社                           |
| 解説                 | 解説                        | 荻昌弘                             |
| 初回放送             | 初回放送                    | 1979年4月23日 『月曜ロードショー』 |